# Bouclier canadien
Le  Bouclier canadien est un bouclier géologique, c'est-à-dire une région stable de l'ancien socle, dénommée aussi craton. Il correspond à un secteur géographique actuel situé au Canada et aux États-Unis, composé de roche nue, datant du Précambrien (entre 4,5 milliards et 540 Ma). Il sous-tend près de 90 % du Québec. Il est plus rarement nommé bouclier précambrien canadien, bouclier laurentien (ou laurentide) ou encore plateau laurentien.

## Géographie
Ce bouclier a la forme approximative de la lettre G, avec les pointes dans l'Arctique. Il couvre une grande partie du Nunavut, du Labrador, toutes les régions au nord du fleuve Saint-Laurent au Québec, une grande partie de l'Ontario en dehors de la péninsule méridionale entre les Grands Lacs, la partie centrale du Manitoba loin de la baie d'Hudson et des grandes plaines d'Hudson, la Saskatchewan nordique, une petite partie du nord-est de l'Alberta et les territoires canadiens nordiques du continent jusqu'à l'est d'une ligne qui prolonge au nord la frontière entre la Saskatchewan et le Manitoba (les Territoires du Nord-Ouest et le Nunavut). 
Il se prolonge au sud dans plusieurs régions des États-Unis : le nord de l'État de New York (Adirondacks), du Michigan, du Wisconsin et du Minnesota. 
Au total le bouclier canadien couvre une superficie d'approximativement 4,8 millions de kilomètres carrés.

### Sous-régions
Le Bouclier canadien est subdivisé en quatre sous-régions :
- la région de Kazan ;
- la région de Davis ;
- la région de James ;
- la région Laurentienne[4].

## Géomorphologie
La composition actuelle du bouclier est un sol très mince recouvrant un lit de roche, avec beaucoup d'affleurements nus. Cet aspect apparaît lors de la dernière glaciation, et ce sont les glaces qui érodent la roche, repoussant le sol meuble. La multitude de fleuves et de lacs dans toute la région s'explique par des lignes de partage des eaux très jeunes et qui ont du mal à trouver leur place. Le bouclier est, au Précambrien, un secteur de montagnes très élevées et très abruptes avec une activité volcanique intense. Au cours des millénaires, les montagnes ont été érodées pour donner au secteur son aspect actuel beaucoup plus plat.
Les montagnes étaient profondément ancrées et flottaient sur un manteau plus dense tout comme un iceberg en mer. Au cours de l'érosion de ces montagnes, leurs bases sont remontées et ont été érodées à leur tour. Les roches qui forment maintenant la surface du bouclier étaient très en dessous de la surface de la Terre. Les hautes pressions et températures des profondeurs ont fourni des conditions idéales pour la minéralisation.
Les altitudes du bouclier canadien sont le plus souvent comprises entre 300 et 600 mètres. Cependant, il existe aussi quelques chaînes d'altitude moyennes : les monts Torngat (mont d'Iberville, 1 652 mètres) au nord-est, les Laurentides (mont Raoul-Blanchard, 1 181 mètres), monts Otish, monts Groulx et les Adirondacks (mont Marcy, 1 629 mètres). Ce dernier massif constitue l'extrême sud du bouclier canadien et se forma par un soulèvement commencé il y a quelques millions d'années.

## Industrie

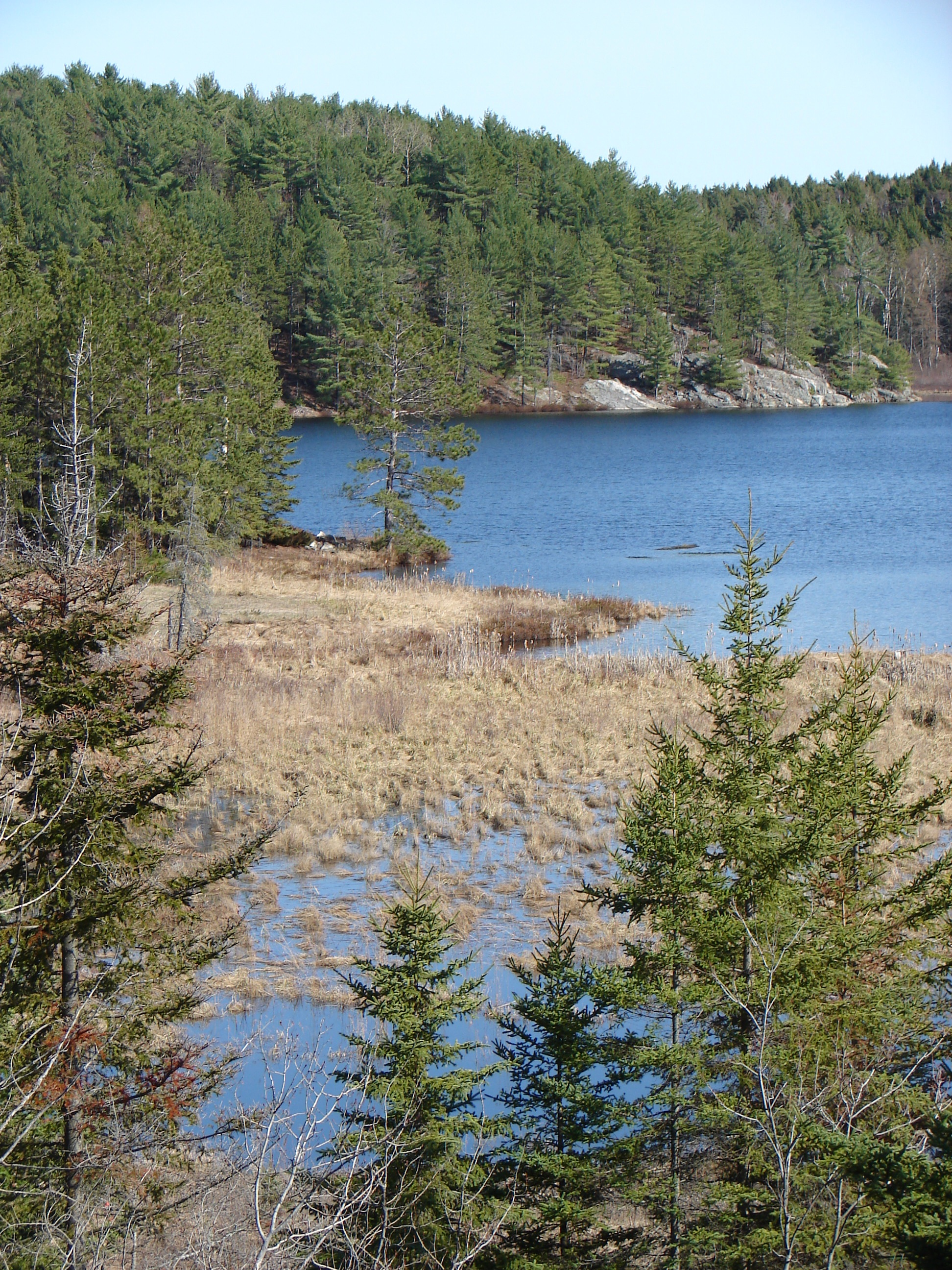
Paysage typique du bouclier canadien, en Ontario.

La population humaine y est très peu dense. Le bouclier est un des secteurs les plus riches du monde en termes de minerais et minéraux. Il est rempli de dépôts substantiels de nickel, d'or, d'argent, et de cuivre. Dans tout le nord du Canada, beaucoup de villes minières ont extrait  ces minéraux. La plus grande et la plus connue est Sudbury en Ontario. Sudbury est une exception au processus normal de formation des minerais dans le bouclier, puisqu'on pense que le bassin de Sudbury est un ancien cratère d'impact de météorite.
Le bouclier, plus particulièrement la partie située dans les Territoires du Nord-Ouest, fut récemment le lieu de plusieurs découvertes importantes de diamant. La kimberlite extraite du sol à l'aide de tuyaux, renferme des diamants d'origine relativement récente ; et une théorie[réf. nécessaire] de leur origine suggère que le bouclier fut formé dans le passé par des éruptions dans le manteau terrestre (tout comme celle qui a formé l'archipel d'Hawaii, mais sous la terre plutôt que l'océan). L'éruption a soulevé le paysage environnant, pendant que la plaque continentale se déplaçait au-dessus d'elle, formant des cratères dans divers endroits. La ligne des montagnes à fleur de terre, qui va de la côte ouest des États-Unis en passant presque par l'Europe avant d'arriver au mont sous-marin Challenger, doit suivre un chemin proche de celui de la plaque continentale. 
Le bouclier est également recouvert par de vastes forêts boréales qui soutiennent une industrie du bois très importante.